# 건담 헤비암즈
건담 헤비암즈(영어: Gundam Heavyarms, 일본어: ガンダムヘビーアームズ)는 1995년에 방영된 TV 애니메이션 《신기동전기 건담 W》에 등장하는 모빌 슈트(MS)로 분류되는 가공의 유인 조종식 인간형 로봇 병기이다.
다양한 화기로 무장한 포격전용 건담 타입 모빌 슈트(MS)로 주요 인물 중 한 명인 트로와 바톤의 탑승기이다. 기체명인 "헤비암즈"는 영어로 "중화기(重火器)"를 의미한다. 적측 세력인 오즈(OZ)에서는 건담 03(제로 쓰리)라는 코드 네임으로 불린다. 작품 후반부에서 개수형인 건담 헤비암즈 改로 등장한다. 그리고 이 기체는 사람들에게 "걸어다니는 탄약고"라 불린다
메카닉 디자인은 오오카와라 쿠니오가 담당하였다. TV 애니메이션 방영 종료 후에 발표된 OVA 및 극장판 애니메이션 《신기동전기 건담 W Endless Waltz》에서는 카토키 하지메에 의해 새롭게 리파인된 디자인인 건담 헤비암즈 改가 등장한다. 이에 수반해 개수 전의 헤비암즈도 재디자인되었다. 이후 오오카와라 쿠니오 디자인의 기체는 "TV판", 카토키 하지메 디자인의 기체는 "EW판"으로 구별하지만, 설정 상으로는 동일기로 취급한다. 개수 전의 기체는 처음에 "얼리 타입"이라고도 불렸다.

## 같이 보기
- 신기동전기 건담 W
- 윙 건담